# 山口半六
山口 半六（やまぐち はんろく、安政5年8月23日（1858年9月29日） - 明治33年（1900年）8月23日）は、明治時代を代表する建築家。都市計画家。文部省営繕組織在籍時に多くの学校建築を手がけた。代表作に兵庫県庁舎（現・兵庫県公館。半六の死去後に竣工）などがある。実務の傍ら、工手学校（現工学院大学）造家学科教員も務め、後進の育成にも当たった。

## 経歴
- 1858年（安政5年）出雲国（現、島根県）松江に松江藩士山口軍兵衛礼行の次男として生まれる。
  - 兄に日本銀行理事を務めた山口宗義、弟に物理学者で京都帝国大学教授、学習院院長を務めた山口鋭之助がいる。また、甥（兄の山口宗義の子息）に海軍中将を務めた山口多聞がいる。半六は藤井斉の養父でもあった。（5.15に関わった藤井斉の養父をつとめた山口半六は佐賀県出身。日比谷中卒後に三井物産を経て実業の世界に入った人物。生涯建築家ではなかった。同姓同名の人物違いである）
- 1871年（明治4年）大学南校（明治6年に開成学校に名称変更。東京大学の前身。）に入学。
- 1876年（明治9年）文部省貸費留学生に選抜され、フランスへ留学。国立パリ中央工芸学校 (École Centrale Paris) に入学。
- 1879年（明治12年）国立パリ中央工芸学校を卒業。
- 1881年（明治14年）帰国。郵便汽船三菱会社（現・日本郵船）に入社。
- 1884年（明治17年）文部省に移り、文部省管轄学校の建設工事を担当する。
- 1891年（明治24年）建築家として2人目の工学博士号を授与される。
- 1892年（明治25年）肺結核により文部省を休職。
- 1894年（明治27年）桑原工業事務所（大阪）の建築部に移籍（部下に設楽貞雄）。
- 1899年（明治32年）山口建築事務所を設立。
- 1900年（明治33年）死去。享年42。

## 栄典
- 1886年（明治19年）7月8日 - 従六位[2]
- 1891年（明治24年）12月21日 - 正六位[3]
- 1895年（明治28年）3月11日 - 従五位[4]

## 主な作品
建築
| 名称                                            | 竣工年             | 所在地         | 状態           | 備考         |
| ----------------------------------------------- | ------------------ | -------------- | -------------- | ------------ |
| 東京商業学校事務室                              | 1886年（明治19年） | 東京都千代田区 | 現存せず       |              |
| 東京師範学校本館など                            | 1887年（明治20年） | 東京都文京区   | 現存せず       |              |
| 帝国大学理科大学本館                            | 1888年（明治21年） | 東京都文京区   | 現存せず       |              |
| 第五高等中学校本館 (現・熊本大学五高記念館)など | 1889年（明治22年） | 熊本市中央区   | 重要文化財     |              |
| 第三高等中学校寄宿舎 (現・京都大学吉田寮)       | 1889年（明治22年） | 京都市左京区   |                | 現棟に再構成 |
| 第一高等中学校本館など                          | 1890年（明治23年） | 東京都文京区   | 現存せず       |              |
| 和仏法律学校(現：法政大学)九段上校舎            | 1890年（明治23年） | 東京都千代田区 | 現存せず       |              |
| 第二高等中学校本館など                          | 1891年（明治24年） | 宮城県仙台市   | 現存せず       |              |
| 旧東京音楽学校奏楽堂                            | 1890年（明治23年） | 東京都台東区   | 重要文化財     |              |
| 第四高等中学校本館 (現・四高記念文化交流館)など | 1891年（明治24年） | 石川県金沢市   | 重要文化財     |              |
| 横浜正金銀行神戸支店                            | 1896年（明治29年） | 兵庫県神戸市   | 現存せず       |              |
| 日本紡織株式会社工場                            | 1896年（明治29年） | 兵庫県西宮市   | 現存せず       |              |
| 明治生命保険株式会社大阪支店（監督）            | 1896年（明治29年） | 兵庫県西宮市   | 現存せず       |              |
| 日本製糖株式会社工場                            | 1898年（明治31年） | 大阪府大阪市   | 現存せず       |              |
| 汽車製造株式会社                                | 1898年（明治31年） | 大阪府大阪市   | 現存せず       |              |
| 製鉄所外国人官舎                                | 1898年（明治31年） | 福岡県北九州市 |                |              |
| 毛斯綸紡織株式会社                              | 1900年（明治33年） | 大阪府大阪市   | 現存せず       |              |
| 日本火災保険会社                                | 1900年（明治33年） | 大阪府大阪市   | 現存せず       |              |
| 百三十銀行本店                                  | 1901年（明治34年） | 大阪市中央区   | 現存せず       |              |
| 兵庫県庁舎 (現・兵庫県公館)                     | 1902年（明治35年） | 兵庫県神戸市   | 登録有形文化財 |              |
| 日本貯蓄銀行本店                                | 1902年（明治35年） | 大阪府大阪市   | 現存せず       |              |

都市計画
| 名称                 | 年                 | 所在地 | 状態     | 備考                                     |
| -------------------- | ------------------ | ------ | -------- | ---------------------------------------- |
| 大阪市新設市街設計書 | 1899年（明治32年） | 大阪市 | 実現せず | 幹線道路の配置計画が市電路線に生かされた |

この他都市計画では、明治21年10月、第6回東京市区改正委員会において、上水下水調査委員にも名を連ねているほか、明治33年長崎市から街路改正に伴う設計が同市長から委託され、同年8月初旬に病間にありながら夫人と共に長崎に赴き現地を詳細に踏査して関西へ戻ったが、その直後病状が悪化し、急逝した。

## 関連文献
- 『山口博士建築図集』 - 国立国会図書館デジタルコレクション
- 矢本宏『明治期・大阪における都市プロジェクトの特質 ～都市認識と都市像の変遷について～』（PDF） 大阪市立大学〈都市系専攻修士論〉、2003年3月。
- 鶴田佳子, 佐藤圭二「近代都市計画初期における1919年都市計画法第12条認可土地区画整理による市街地開発に関する研究 : 東京,大阪,名古屋,神戸の比較を通して」『日本建築学会計画系論文集』第60巻第470号、日本建築学会、1995年、149-159頁、doi:10.3130/aija.60.149_2。
- 堀内達夫「都市と実業教育 : 日仏交流史の視点山口半六と稲畑勝太郎の場合」『人文研究』第54巻第3号、大阪市立大学大学院文学研究科、2002年3月、165-179頁、CRID 1050001202453812736、ISSN 0491-3329。
- 片野博、「八幡製鉄所初代事務所の建築家に関する調査報告」『日本建築学会計画系論文集』 2001年 66巻 544号 p.281-288, doi:10.3130/aija.66.281_2
- 石田頼房「日本の都市地域政策における地方の独自性と分権」『総合都市研究』第74巻、東京都立大学都市研究センター、2001年、23-45頁、CRID 1050564288226345344、hdl:10748/00009205、ISSN 03863506。
- 御堂筋と山口半六 (PDF)  不動産研究月報
- 「内田祥三談話速記録(五）」『東京大学史紀要』第23巻、東京大学史史料室、2005年3月、41-75頁、CRID 1050574047121634304、hdl:2261/0002001289、ISSN 03867684。
- 木方十根、山口半六が受けた建築教育と近代日本の産業基盤形成に果たしたその役割に関する研究 (PDF)  研究報告 平成29年度 建築分野 No.5
- 大坪明『住宅団地による街づくりの歴史 : 第二次世界大戦以前』（PDF）関西大学先端科学技術推進機構地域再生センター〈関西大学戦略的研究基盤団地再編叢書〉、2013年。CRID 1130000796754751232。 NCID BB11798790。